# Robert Dumontois
Robert Michel Dumontois (ur. 6 sierpnia 1941 w Lyonie, zm. 15 czerwca 2022 w Saint-Paul-lès-Romans) – francuski wioślarz, srebrny medalista olimpijski.

## Kariera
Wystąpił na igrzyskach olimpijskich w Rzymie w 1960, gdzie reprezentacja Francji w składzie: Robert Dumontois, Claude Martin, Jacques Morel, Guy Nosbaum i Jean Klein (sternik) zdobyła srebrny medal w czwórkach ze sternikiem. W finale o 2,50 sekundy przegrali z osadą Wspólnej Reprezentacji Niemiec, a o 1,90 sekundy wyprzedzili Włochów. Na rozgrywanych cztery lata później igrzyskach olimpijskich w Tokio zajął siódme miejsce w ósemkach. 
Ponadto zdobywał brązowe medale w ósemkach na mistrzostwach Europy w Pradze (1961) i mistrzostwach świata w Lucernie (1962).